# Banpo-dong
Banpo-dong (koreanska: 반포동)  är en stadsdel i stadsdistriktet Seocho-gu i södra delen av Sydkoreas huvudstad Seoul.

## Tabell
Administrativt är Banpo-dong indelat i:
| Namn     | Namn              | Yta km² | Invånare 31 dec 2020 |
| -------- | ----------------- | ------- | -------------------- |
| 반포본동 | Banpobon-dong     | 1,01    | 11 991               |
| 반포1동  | Banpo 1(il)-dong  | 1,00    | 32 630               |
| 반포2동  | Banpo 2(i)-dong   | 1,35    | 16 240               |
| 반포3동  | Banpo 3(sam)-dong | 1,28    | 22 412               |
| 반포4동  | Banpo 4(sa)-dong  | 1,43    | 19 977               |